# Federazione pallavolistica delle Isole Marshall
La Federazione marshallese di pallavolo (eng. Marshall Islands Volleyball Federation, MIVA) è un'organizzazione fondata per governare la pratica della pallavolo nelle Isole Marshall.
Organizza il campionato maschile e femminile, e pone sotto la propria egida la nazionale maschile e femminile.
Ha aderito alla FIVB nel 1992.